# Carmo do Rio Verde
Carmo do Rio Verde este un oraș în Goiás (GO), Brazilia.